# 摩天楼由香
摩天楼 由香（まてんろう ゆか、7月12日 - ）は、日本の元女性声優。血液型はB型。セルワールドエンタテイメント、フリーを経て、株式会社S、スーパーシャークエンターテイメントに所属していた。
デビュー当初は「早乙女 由香（さおとめ ゆか）」として活動していたが、活動休止を経て、2013年（平成25年）に名前を摩天楼由香に改め、活動を再開。声優業から退いたのちは、当時の愛称「ゆかちー。」をハンドルネームとして動画配信者として活動している。

## 来歴

### 早乙女時代
ニコニコ生放送での自宅配信を2010年1月に開始。
2010年頃からニコ生での公式放送や、当時在籍していたドワンゴクリエイティブスクールの学校説明会の番組等に出演。
Twitterのフォロワーが2011年11月9日に5000人を超えた。
2012年4月1日、株式会社Sへの所属が決まったことをTwitter、ブログで告知した。
同年6月27日、「私と私がしたいこと」（アニメ『+チック姉さん』ED曲）でランティスからCDメジャーデビュー。
同年12月20日、親の介抱の為一時的に声優および歌手としての活動停止と所属事務所を辞めることを発表。
2013年4月10日、現在のTwitterアカウントを取得。
同年6月13日、新たにニコニコミュニティ「髑髏☆連合」を作成。

### 摩天楼時代
2013年7月17日、改名し摩天楼由香として活動する事を発表。
同年7月31日、ライブ活動を再開。以降、月数回ライブを行うようになる。
同年12月22日、アニメON！公開生放送ライブより　小野早稀、桑原由気、東城日沙子と共に声優ユニット「あいまいみーまいん」として活動開始。
2014年5月6日、AmebaStudio（アメスタ）『人生たこ足配線』開始。番組名は、自宅配信のニコニコ生放送にて決定。
同年12月13日、ゆかちーの絶対怪しくない忘年会2014にて、ニコニコチャンネル『どくろれんごうちゃんねる』開設を公開。
2015年2月20日、チャンネル開設記念缶バッヂを作成。
同年7月11日、スーパーシャークエンターテイメントに所属する事を発表した。

### 人物・エピソード
趣味はONE PIECEのフィギュア集め。ニコニコ動画や生放送の閲覧。自援活動（自分を応援する事〈エゴサーチ〉）。
好物はチョコレート、恐竜、レゲエ、エゴサーチ。
ONE PIECE好きとしても有名。エクセレントモデル Portrait of Pirates のフィギュアを大量に所持。自室にアクリルケースがあり、ワンピース以外のフィギュアも大量に飾ってある。現在も順調に増殖。
2011年7月15日八木たかおの荒野のコナイパー収録後に一人旅をしたいという発言から、スタッフが企画。サイコロを振って行き先を決めた。
自他共に認める酒豪である。2011年9月18日に開催されたイベント「呑んでみた?秀作さんは酔うと面倒くさい」にゲスト出演時ステージに上がった際、日本酒をイッキ飲みするパフォーマンスを見せた。
2011年6月、『Intention』『モエテ、とき色 remember』がJOYSOUNDのカラオケ化希望リクエストで同率1位を獲得（同年9月29日より配信開始）
デビュー後も八木たかおの荒野のコナイパーの紹介ページでは声優ではなく、声優を目指すアニメ・フィギュアオタクと紹介されていた。
2014年7月、声優ユニット「あいまいみーまいん」の海外イベント（台湾）参加もあり、パスポートを取得。
2019年1月1日、配信者のNER（現・品川区議会議員の國場雄大）と入籍。
2019年6月28日、長女を出産。

### 髑髏連合
ニコニコ生放送リスナーや、ブログ読者等のユーザーは、「髑髏連合」（通称：髑連）の構成員として認定される。自身は「総長」として活動。

## 出演

### テレビアニメ
2014年
- ひめゴト（18禁さん）

### ナレーション
2016年
- 超ウルトラ競輪してみた＠ギャンブー

### CD
REAL ROM（自主制作盤）（2010年12月29日発売）
1. Intention
2. モエテ、とき色 remember
3. 現実ROM

私と私がしたいこと（2012年6月27日発売）
超絶神曲 アニメON！-VOL.1-（2013年1月4日発売） 私と私がしたいこと 収録
Light to believe（自主制作盤）（2014年7月17日発売）
1. Light to believe
2. ぱわーぷれしゃす☆
3. Speed of a dream
4. Light to believe（instrumental）
5. ぱわーぷれしゃす☆（instrumental）
6. Speed of a dream（instrumental）

NOT GIVE UP!!（自主制作盤）（2014年8月17日発売）
1. NOT GIVE UP!!
2. 白い星
3. NOT GIVE UP!!（instrumental）
4. 白い星（instrumental）

妄想カラフル（自主制作盤）（2014年12月13日発売）
1. 妄想カラフル
2. 妄想カラフル（instrumental）

SUMMER RYTHEM（自主制作盤）（2015年8月16日発売）
1. SUMMER RYTHEM
2. SUMMER RYTHEM（instrumental）
3. seven
4. seven（instrumental）

### オリジナル楽曲
CD未収録
- ピュア・クリスマス
- 貧乳

### ドラマCD
- 森谷里美の完パケラジオ! ドラマCD　魔法少女ミラクルさとみん Vol.1（ぽこたん）2011年10月22日 発売

### ラジオ
- 八木たかおの荒野のコナイパー （君のぞらじおホームページ：2010年5月14日 - 2011年12月30日）
- ゆかちーのビンビン女子放送!（あっ!とおどろく放送局：2011年7月8日 - 12月9日） - メインパーソナリティー
- 平山夢明のFKB怪奇ドラッグ（K'z MIX：2011年9月9日、23日） - ゲスト
- 森谷里美の完パケラジオ!（HiBiKi Radio Station） - ゲスト
  - 同番組内ラジオドラマ 魔法少女ミラクルさとみん（ぽこたん）
- 霜科生徒会のひめゴトラジオ（音泉：2014年4月16日 - 9月24日）[14]
- かんむり 第13回（エフエムさがみ：2014年12月4日） - ゲスト[15][16]
- かんむり 第22回（エフエムさがみ：2015年4月16日） - ゲスト[17][18]
- かんむり 第29回（エフエムさがみ：2015年8月6日） - ゲストパーソナリティー[19][20]

### ニコニコ生放送
- 『アニサマ』生放送 MC
- ニコニコツールバーBingBing生放送 MC
- ニコ生Y!ドSHOW ゲスト
- やまだひさしの『ニコラジ』ゲスト
- 踊ってみたの祭典 ニコニコダンスマスター2 MC
- 『石田晴香（AKB48）＆アメザリ柳原のニコニコクリエイティ部！』 （2011年9月14日放送分） - ゲスト
- 『呑んでみた 秀作さんは酔うと面倒くさい』 ゲスト
- ドワンゴクリエイティブスクール説明会 司会
- ニコサタ 不定期アシスタント
- 東京モーターショー直前! 耳carニコニコ生放送 どんなクルマが世界を変える?
- ニコニコショッピング おめぇに食わせるラーメンがある！～紀伊国屋文左衛門本舗＆六厘舎～
- アニメON　2013年7月30日放送分 ゲスト
- 長谷川愛の好奇心全開フリーダム！（2013年10月15日放送分） - ゲスト
- ガッチマンの「ゲームのがっこう」新生活、オンラインゲーム特集！（2014年4月1日） - アシスタント
- 椎名ぴかりん緊急降臨！みんなで一緒に解体新書！（2014年7月17日） - ゲスト
- 【コミケット87 超直前企画】スペシャル6も宣伝しちゃうよ生放送（2014年12月27日） - ゲスト[21]
- 新年1発目『アキバDE自作PC作るぉ』ゲストはなんと！摩天楼由香さん登場！（2015年1月13日） - ゲスト
- 『アキバDE自作PC作るぉ』ゲスト摩天楼由香さん2回目登場！（2015年2月10日） - ゲスト
- ギャンブー【高知競輪記念 G3】現地公開予想会生放送：2016年4月16日[22]・4月17日[23][24]、2017年4月15日[25]・4月16日[26][27][28]
- ビリヤードレッスン生放送！(月一放送)
- 自宅配信

### AmebaStudio（アメスタ）
- 人生たこ足配線 （2014年5月6日 - ） ※ 有料放送

### 映画
- 放送デキナイ禁断霊映像 劇場版

### ライブ・イベント
| 2012年（平成24年）以前                             | 2012年（平成24年）以前                               |
| タイトル                                           | 公演会場                                             |
| -------------------------------------------------- | ---------------------------------------------------- |
| コミックマーケット78                               | 2010年8月14日 東京国際展示場                         |
| ギリギリアウト1stライブ                            | 2010年11月6日 赤坂Move                               |
| コミックマーケット79                               | 2010年12月30日 東京国際展示場                        |
| オンナノコノウタ＠morph-tokyo ひな祭りスペシャル!! | 2011年3月1日 六本木Morph-Tokyo                       |
| 生うにSP                                           | 2011年11月19日 宮地楽器Zippal hall                   |
| 生うに「桜」                                       | 2012年3月12日 宮地楽器Zippal hall                    |
| 私と私がしたいこと リリースイベント                | 2012年7月1日 アニメイト渋谷店、ゲーマーズAKIHABARA店 |
| TOKYO IDOL FESTIVAL 2012                           | 2012年8月4日8月5日 お台場青海特設会場                |

| 2013年（平成25年）                                                         | 2013年（平成25年）                     |
| タイトル                                                                   | 公演会場                               |
| -------------------------------------------------------------------------- | -------------------------------------- |
| 『Girls "Bee" Ambitious!!』～六本木の蜂の巣を”IDOLの巣”にする計画 Part.1～ | 7月31日 六本木BeeHive                  |
| mixjuice                                                                   | 8月24日 東高円寺ロサンゼルスクラブ     |
| ASIA IDOL PARADE 2013                                                      | 9月1日 LOUNGE NEO                      |
| mixjuice                                                                   | 9月23日 東高円寺ロサンゼルスクラブ     |
| 『Girls "Bee" Ambitious!!』～六本木の蜂の巣を”IDOLの巣”にする計画 Part.2～ | 9月25日 六本木BeeHive                  |
| mixjuice                                                                   | 9月29日 東高円寺ロサンゼルスクラブ     |
| ぴよひな主催 萌電いんすとーるっ！                                          | 9月30日 秋葉原Bスタジオ                |
| mixjuice                                                                   | 10月13日 東高円寺ロサンゼルスクラブ    |
| ファンタスティック！                                                       | 10月14日 六本木BeeHive                 |
| mixjuice                                                                   | 10月19日 東高円寺 ロサンゼルスクラブ   |
| 「SPECIAL BOX」presents by 好奇心全開フリーダム                            | 10月20日 渋谷THE GAME                  |
| C-Lip LIVE A GO!GO!                                                        | 10月26日 高円寺 HIGH                   |
| mixjuice ハロウィンナイト                                                  | 10月31日 東高円寺 ロサンゼルスクラブ   |
| AKIBAのDIVA vol1                                                           | 11月16日 moe farre☆モエファーレ 秋葉原 |
| 桃園桃主催[秘密の桃園]                                                     | 11月24日 東高円寺 ロサンゼルスクラブ   |
| NAGOYA IDOL PARADE ＠HOLIDAY NEXT NAGOYA                                   | 12月1日 HOLIDAY NEXT NAGOYA            |
| カーニバルスターズステージライブ                                           | 12月1日 カーニバルスターズ             |
| IDOL WONDERLAND                                                            | 12月2日 大塚Hearts+                    |
| 桑名美沙子主催 歌姫伝説                                                    | 12月13日 東高円寺 ロサンゼルスクラブ   |
| mixjuice SHINON'Drive                                                      | 12月15日 東高円寺 ロサンゼルスクラブ   |
| SHIBUYA IDOL COLLECTION                                                    | 12月18日 渋谷Glad                      |
| mixjuice                                                                   | 12月22日 東高円寺ロサンゼルスクラブ    |
| mixjuice                                                                   | 12月23日 東高円寺ロサンゼルスクラブ    |
| mixjuice                                                                   | 12月25日 東高円寺ロサンゼルスクラブ    |
| mixjuice THE BAND                                                          | 12月29日 東高円寺ロサンゼルスクラブ    |
| 摩天楼由香主催オフ会                                                       | 12月30日 新宿レッドノーズ              |

| 2014年（平成26年）                                                              | 2014年（平成26年）                  |
| タイトル                                                                        | 公演会場                            |
| ------------------------------------------------------------------------------- | ----------------------------------- |
| mixjuice                                                                        | 1月8日 東高円寺ロサンゼルスクラブ   |
| mixjuice                                                                        | 1月13日 東高円寺ロサンゼルスクラブ  |
| 太田区文化会 Vol.48                                                             | 1月18日 池袋Dot                     |
| mixjuice                                                                        | 1月19日 東高円寺ロサンゼルスクラブ  |
| エントリーライブSPECIAL                                                         | 2月1日 恵比寿ライブゲートトーキョー |
| エントリーイベント                                                              | 2月1日 池袋ENTRY                    |
| mixjuice                                                                        | 2月2日 東高円寺ロサンゼルスクラブ   |
| ドル魂サイバー！                                                                | 2月9日 池袋mismatch                 |
| 狼の森☆～アイドル人狼～                                                         | 2月10日 TwinBox AKIHABARA           |
| 狼の森☆～アイドル人狼～                                                         | 2月24日 TwinBox AKIHABARA           |
| mixjuice                                                                        | 3月2日 東高円寺ロサンゼルスクラブ   |
| 太田区文化会 Vol.54                                                             | 3月8日 池袋Dot                      |
| フューチャーアイドルゲート Level20 NIGHT                                        | 3月16日 池袋Dot                     |
| GIRLS HIGH JUMP!! =NIGHT=                                                       | 4月6日 高円寺HIGH                   |
| アイナビフェスタ2014.Vol.05                                                     | 4月28日 池袋Dot                     |
| 桑名美沙子Ｐｒｅｓｅｎｔｓ歌姫伝説３マンライブ                                  | 4月29日 東高円寺ロサンゼルスクラブ  |
| mixjuice                                                                        | 5月4日 東高円寺ロサンゼルスクラブ   |
| フューチャーアイドルゲート Level26 NIGHT                                        | 5月10日 池袋Dot                     |
| mixjuice                                                                        | 5月24日 東高円寺ロサンゼルスクラブ  |
| I.D.O.T～DotRockOn!!ver.5.0～                                                   | 5月30日 池袋Dot                     |
| mixjuice                                                                        | 6月1日 東高円寺ロサンゼルスクラブ   |
| 『アニ愛ジャンクション Vol.9』～アニソン・ボカロの日！～                        | 6月6日 SOUND STAGE MIFA             |
| 池袋シネマチ祭 ステージイベント「池袋じもとーく！」ゲスト                       | 6月7日 中池袋公園                   |
| アイドル甲子園NEXT 第2部                                                        | 6月14日 南青山FutureSEVEN           |
| mixjuice                                                                        | 6月27日 東高円寺ロサンゼルスクラブ  |
| フューチャーアイドルゲートLevel33 NIGHT                                         | 6月28日 池袋Dot                     |
| 『本当にあった投稿闇映像 劇場版2』『放送デキナイ禁断霊映像 劇場版』初日舞台挨拶 | 7月5日 下北沢トリウッド             |
| マテンロサンパーティユカナイト                                                  | 7月13日 東高円寺ロサンゼルスクラブ  |
| 歌姫伝説＋α                                                                     | 8月2日 東高円寺ロサンゼルスクラブ   |
| コミックマーケット86                                                            | 8月17日 東京国際展示場              |
| 渋谷区で太田区！？                                                              | 9月6日 渋谷J-POP CAFE               |
| 歌姫伝説スリーマンライブ -Final-                                                | 9月27日 東高円寺ロサンゼルスクラブ  |
| フューチャーアイドルプラネット Level21 NIGHT                                    | 10月25日 池袋Dot                    |
| ハロウィン ナイト 仮装LIVE!!                                                    | 10月31日 東高円寺ロサンゼルスクラブ |
| ゆかちーとハンバーガーを食べる会（会場よりニコ生配信）                          | 11月15日 秋葉原RMバーガー           |
| Sing! Dance! Smile!! =1coin #3=                                                 | 11月16日 テレビ朝日umuホール        |
| 東京女子プロレス（ライブ出演。リング上で歌唱）                                  | 11月22日 王子ベースメントモンスター |
| 絶対ON域                                                                        | 11月23日 新宿グラムシュタイン       |
| ゆかちーの絶対怪しくない忘年会2014                                              | 12月13日 渋谷ミルキーウェイ         |
| mixjuice X'mas Live                                                             | 12月25日 東高円寺ロサンゼルスクラブ |
| コミックマーケット87                                                            | 12月30日 東京国際展示場             |

| 2015年（平成27年）                                                                                    | 2015年（平成27年）                      |
| タイトル                                                                                              | 公演会場                                |
| --- | --------------------------------------- |
| ゆかちー。のお友達いっぱい集合！新年会                                                                | 1月17日 池袋ENTRY                       |
| mixjuice『絶対ON域』                                                                                  | 1月25日 東高円寺ロサンゼルスクラブ      |
| 桃知みなみ『阿佐ヶ谷通りでつかまえて』 クラウドファンディング支援者コース限定豪華リーディングイベント | 1月30日 阿佐ヶ谷 あにめ座バロックカフェ |
| 【摩天楼由香】第2回【ゲスト：萩野（生主）】エントリーにおいでYO！【無料放送あるyo】                   | 2月19日 池袋ENTRY                       |
| フューチャーアイドルプラネット Level33 NIGHT                                                          | 2月21日 池袋Dot                         |
| mixjuice                                                                                              | 2月28日 東高円寺ロサンゼルスクラブ      |
| ゆかちー。マチ★アソビ初参戦ライブ！in徳島！                                                           | 5月2日 西公園特設ステージ               |
| 生誕納涼祭！ゆかちーの夏！                                                                            | 7月11日 nagomix                         |
| コミックマーケット88                                                                                  | 8月16日 東京国際展示場                  |
| 池袋エントリーでメイドのアルバイトをする！                                                            | 8月19日 池袋ENTRY                       |
| フューチャーアイドルプラネット Lv63 NIGHT                                                             | 8月30日 池袋Dot                         |

### 参加ユニット
- あいまいみーまいん - 旭プロダクションのプロデュースによる声優ユニット。

### その他
- ソニーブルーレイマイスターサイト（藍野 ひかり）
- 週間トロ・ステーション 第55回 ゲスト
- ガジェット女子
- 大丸松坂屋PV『うふふガールズ』
- フジフイルム3Dカメラ＆プリント 広告モデル